# Station Lelystad Noord
Station Lelystad Noord was een door de gemeenteraad van Noordoostpolder voorgesteld station aan de Hanzelijn tussen Lelystad en Zwolle.
Enkele raadsfracties van de gemeente Noordoostpolder meenden in 2007 dat de Noordoostpolder belang zou hebben bij dit station, omdat inwoners zo makkelijker de trein zouden kunnen nemen. Station Lelystad Centrum lag in hun visie te ver weg en zou niet voldoende parkeerruimte bieden, waardoor inwoners sneller de auto naar hun werk zouden nemen. De gemeenteraad gaf daarom het college de opdracht onderzoek te doen naar de mogelijkheid van een station Lelystad Noord met transferium ter hoogte van de Rijksweg 6.
In mei 2008 meldde de verantwoordelijke wethouder dat een dergelijk station "geen haalbare kaart" was. Het Rijk had het al afgehouden, waardoor de kosten afgewenteld zouden worden op de provincie. Die kreeg geen garantie dat de NS er zou willen stoppen, waardoor de plannen in de ijskast verdwenen. 